# Julius Pirxhofer
Julius Pirxhofer (* 1855 in Teschen; † 21. November 1917 in Wien) war ein österreichischer Jurist und Politiker. Er war Mitglied im Reichsrat (1896) und Abgeordneter des Niederösterreichischen Landtags (1896–1902).

## Leben
Als Sohn eines Advokaten geboren, besuchte er das Staatsgymnasium in Krems und studierte ab 1874 Rechtswissenschaften in Wien. Dort wurde er im selben Jahr Mitglied der Burschenschaft Teutonia Wien. 1896 wurde er in den Reichsrat gewählt, schloss sich dann der Deutschen Volkspartei (DVP) an und wurde von 1896 bis 1902 Abgeordneter des Niederösterreichischen Landtags für die Städte Horn, Eggenburg, Langenlois, Maissau und Retz. 1916 wurde er Hofrat und ging in Pension. Er war Präsident des Österreichischen Touristenklubs.